# Ачыжь
Ачыжь — абхазский народный музыкальный инструмент. Это ореховая квадратная рама, насаженная на толстую гранёную ручку. При раскручивании издаёт трескучий звук.

## Обрядовая культура
Часто во время застолья одна песня сменяет другую, нередко песня переходит в танец, где пение сопровождается хлопками, иногда одновременно с акьапкьап (трещоткой) или ударами об стол подручных инструментов — стакана, тарелки, бутылки. Если есть гармонь или аккордеон, то, когда они вступают в паре с адаулом (барабаном), пение обычно прекращается, а после долгого танца оно вновь может продолжаться а капелла. И таким образом застольное музыкальное творчество абхазов приобретает форму сюиты.
Ачыжь часто используется на свадьбах.

## Инструментальные коллективы
В современной Абхазии существует множество народных музыкальных ансамблей, в состав которых входит ачыжь. Один из самых известных ансамблей — «Гунда». Используется также в оркестрах народных инструментов.